# بولگاپسان
بولگاپسان (به لاتین: Bulgapsan) یک کوه در کره جنوبی است. بولگاپسان ۵۱۶ متر بالاتر از سطح دریا واقع شده‌است.